# Robert Hetzron
Robert Hetzron (Budapest, 1937. december 31. – Santa Barbara, Kalifornia, 1997. augusztus 12.) eredeti nevén: Herzog Róbert, magyar nyelvész. Figyelmét elsősorban az afroázsiai nyelvcsaládra összpontosította, különösen az etiópiai sémi nyelvekre.
Magyar nyelvészeti tanulmányai hivatkozási alapként szolgálnak.
1972-ben megszervezte a NACAL-t vagyis a North American Conference on Afroasiatic Linguisticset (Észak-amerikai konferencia az afroázsiai nyelvészetről).

## Életpálya
Az izraelita középiskolában tette le az érettségit a legjobb eredménnyel.
1956-ban ment először Párizsba és majd Izraelbe, ahol befejezte egyetemi tanulmányait. Ott változtatta meg nevét Herzogról Hetzronra. A kaliforniai UCLA egyetemen doktorált. A Santa Barbara-i egyetemre ment mint kutató és előadó, és ott maradt egész életére.
Felesége Gabriella Barber segítette munkájában, és halála után is ő rendezte írásait sajtó alá.

## Fontosabb publikációi
- 1962 L'accent en hongrois (Bulletin de la Societé de linguistique de Paris)
- 1964 La voyelle du sixieme ordre in Amharic  Journal of African Language)
- 1966 Pronominalization in Amharic  Journal of Semitic Studies)
- 1969: The Verbal System of Southern Agaw. Berkeley & Los Angeles: University of California Press. (Ph.D.-thesis)
- 1972: Ethiopian Semitic: studies in classification. Manchester.  ISBN 0-7190-1123-X
- 1977: The Gunnän-Gurage Languages. Napoli: Istituto Orientale di Napoli.
- 1980 The limits of Cushitic  (Sprache und Geschichte in Afrika)
- 1992 Prosodic morphemes in Hungarian  (Approaches to Hungarian, vol. 4, ed. by I. Kenesei and Cs. Pleh)
- 1996: "The two futures in Central and Peripheral Western Gurage", in: G. Hudson (ed.), Essays on Gurage language and culture: dedicated to Wolf Leslau on the occasion of his 90th birthday, Wiesbaden: Harrassowitz, pp. 101–109.
- szerk.: Hetzron, Róbert: The Semitic languages - Google Books. Taylor & Francis (1997). ISBN 0415057671, 9780415057677. Hozzáférés ideje: 2010. július 24.
- 2000: (with Berhanu Chamora), Inor. Münich: Lincom Europa. ISBN 3-89586-977-5.